# Мовинкель, Йохан Лудвиг (младший)
Йохан Лудвиг Мовинкель младший (норв. Johan Ludwig Mowinckel; 12 ноября 1895, Берген — 27 мая 1940, Эггедал) — норвежский композитор и дирижёр. Сын премьер-министра Норвегии Йохана Лудвига Мовинкеля.
Учился у Юхана Хальворсена, затем в Лондоне и Берлине; в берлинский период продирижировал (1920) премьерой Первой симфонии Харальда Северуда. В 1922—1925 гг. дирижёр бергенского театра «Национальная сцена», в 1926—1931 гг. играл на альте в оркестре Музыкального общества «Гармония» (будущем Бергенском филармоническом оркестре). В 1931—1934 гг. главный дирижёр Симфонического оркестра Евле.
Об эксцентричной манере работы Мовинкеля пишет в своих мемуарах композитор и дирижёр Йон Фернстрём. Так, для оживления музыкальной жизни в Евле Мовинкель заставлял оркестрантов при начале концерта изображать храп, опустив головы на пюпитры, — чтобы затем, «пробудившись», исполнить «Утро» Эдварда Грига; составив программу концерта наполовину из произведений темнокожих композиторов, Мовинкель дирижировал этой частью программы при помощи чёрной дирижёрской палочки, и т. п. При этом, отмечает Фернстрём, Мовинкель был хорошим музыкантом, однако полагал, что для популяризации музыки публике необходимы скандалы.